# 叶广略
叶广略（9世纪—911年），唐朝末年人物。因在黄巢之乱中保邕州平安，被任为岭南西道留后，天祐三年（906年）二月为节度使。实质为邕管的割据者。
后梁乾化元年（911年）末，清海、静海节度使刘岩取邕管，杀叶广略。